# Wydział Nauk o Zdrowiu Akademii Wychowania Fizycznego im. Eugeniusza Piaseckiego w Poznaniu
Wydział Nauk o Zdrowiu Akademii Wychowania Fizycznego im. Eugeniusza Piaseckiego w Poznaniu – jeden z trzech wydziałów Akademii Wychowania Fizycznego im. Eugeniusza Piaseckiego w Poznaniu. Jego siedziba znajduje się przy ul. Królowej Jadwigi 27/39 w Poznaniu.

## Struktura wydziału
- Katedra Dietetyki
- Katedra Fizjoterapii
- Katedra Fizjoterapii Klinicznej
- Katedra Nauk Biologicznych
- Pracownia Języków Obcych

## Władze
- Dziekan: prof. dr hab. n. med. Maciej Pawlak
- Prodziekan do spraw studenckich: dr Krystian Wochna
- Prodziekan do spraw studiów: dr hab. Anna Demuth

## Kierunki
- Dietetyka
- Fizjoterapia
- Neurobiologia